# 史密斯威森M646左輪手槍
史密斯威森M646（英語：Smith & Wesson Model 646）是一款由美国槍械公司史密斯&威森所研製及並且在2000年至2003年之間生產的6發式“L型底把”（設計之初就是以不鏽鋼作為材料）雙動操作式左輪手槍，發射.40 S&W口徑半自動手枪子彈。

## 設計
史密斯威森M646具有不鏽鋼材質底把與鈦合金弹巢。該槍產量限制在300把。2000年，史密斯威森定製工場推出了一款該槍的太空時代外觀的版本，為一把具有瘦長型狀的重型槍管和啞光灰色鈦合金彈巢的不鏽鋼左輪手槍。2003年，原廠少量生產了更傳統的L型底把設計的左輪手槍。

## 操作及可用性
史密斯威森M646不同尋常之處在於，這是一把裝填在一般而僅有半自動手槍使用的無緣式子彈的左輪手槍。為了能夠有效地使用無緣式.40 S&W子彈，該左輪手槍需要使用月型夾，一個具有多個金屬凸緣與凹槽的夾子以勾住子彈的勾槽，在（重新）裝填及拋出空彈殼時代替將凸緣，將夾着的所有彈藥夾着並一併裝上或排出彈巢，同時使彈藥不會從彈巢中掉落。
但是，該槍與其他使用月型夾的左輪手槍（比如M610和M625）不同的是，M646在沒有月型夾以下一般不能發射子彈。由於不同的廠家生產的.40彈藥的底緣厚度不同造成退殼桿粘滯、點火等問題和建議售價（MSRP）略低於$850，而受到持續的投訴，該槍沒有甚麼正面的評論就短時間以內從原廠的產品目錄之中消失了。

## 資料來源
1. 1 2  Supica, Jim; Nahas, Richard. . Iola, Wisconsin: Gun Digest Books. 2006: 265, 361  [2016-07-22]. ISBN 1-4402-2700-4. （原始内容存档于2014-07-08）.
2. ↑  Sweeney, Patrick. . Iola, Wisconsin: Gun Digest Books. 2004: 29  [2016-07-22]. ISBN 0-87349-792-9. （原始内容存档于2014-07-08）.
3. ↑  Ayoob, Massad. . Iola, Wisconsin: Gun Digest Books. 2012: 40. ISBN 1-4402-2869-8.

## 外部連結
- （英文）—Modern Firearms—Smith & Wesson L-frame revolvers
- （英文）—The Arms Room—Sunday Smith #39: Model 646, 2003.